# Concejo Municipal de Yaguachi
El Concejo Municipal de Yaguachi es el depositario del poder legislativo del cantón Yaguachi. Es un órgano unicameral, compuesto por 7 concejales elegidos mediante sufragio.
Este organismo se compone de 7 concejales que representan las distintas áreas de la ciudad de Yaguachi y sus correspondientes zonas rurales, según lo establecido en la Ley de Régimen Municipal. Cada concejal tiene un suplente que ejercerá funciones temporalmente en ausencia o cese de funciones del edil principal.
Al tomar posesión de sus cargos, inmediatamente se levanta una sesión del Concejo para elegir de entre sus integrantes al designado como Vicealcalde de la ciudad, así también se organizan las diferentes comisiones municipales.
De acuerdo a lo establecido por ley, deben reunirse una vez a la semana, actualmente se reúnen en sesión ordinaria todos los jueves para manejar temas de interés de la ciudad.

## Conformación del concejo
Para el período 2019-2023 encabezada por el Dr. Kléber Xavier Falcón Ortega, junto a los 7 concejales urbanos y rurales elegidos por el pueblo.
| Dignidad           | Dignidad        | Nombre del titular (2019 - 2023)     | Nombre del titular (2019 - 2023) |
| ------------------ | --------------- | ------------------------------------ | -------------------------------- |
| Alcalde            | Alcalde         | Dr. Kléber Xavier Falcón Ortega      | Dr. Kléber Xavier Falcón Ortega  |
| Vicealcalde        | Vicealcalde     | Sr. Juan Carlos Diaz Martínez        | Sr. Juan Carlos Diaz Martínez    |
| Concejales Urbanos | Distrito Urbano |                                      |                                  |
| Concejales Urbanos | Distrito Urbano | Sr. Carlos Porfirio Zambrano Miranda |                                  |
| Concejales Urbanos | Distrito Urbano | Msc. Angela Maria Morocho Franco     |                                  |
| Concejales Urbanos | Distrito Urbano | Dr. Manuel Antonio López Salazar     |                                  |
| Concejales Rurales | Distrito Rural  |                                      | Sr. Héctor Edison García Aguirre |
| Concejales Rurales | Distrito Rural  | Sr. Juan Carlos Díaz Martínez        |                                  |
| Concejales Rurales | Distrito Rural  | Sr. José Luis Falcones León          |                                  |
| Concejales Rurales | Distrito Rural  | Ing. José Alfredo Bastidas Moncada   |                                  |